# BEST of STEREOPONY
『BEST of STEREOPONY』（ベスト オブ ステレオポニー）は、日本のロックバンド・ステレオポニーのベスト・アルバム。2012年11月21日リリース。
3枚目のアルバム『More!More!!More!!!』から約1年の期間を置いてのリリースとなった。
ジャケットは、デビューシングル「ヒトヒラのハナビラ」の撮影所で撮影されており、通常盤は同作を意識した作りになっている。
収録の際に曲は全てマスタリングされている。

## 収録曲
1. さよならの季節 [4:18]
作詞/作曲：AIMI
本作で初めて収録される曲。
この曲でデビューのはずだったが、タイアップの都合上「ヒトヒラのハナビラ」に変更された。
2. ヒトヒラのハナビラ [3:33]
作詞/作曲：AIMI
3. 泪のムコウ [3:30]
作詞/作曲：AIMI
4. I do it [3:44]
作詞：AIMI　作曲：YUI
5. 青春に、その涙が必要だ! [3:23]
作詞/作曲：AIMI
6. スマイライフ [3:37]
作詞/作曲：AIMI
7. ツキアカリのミチシルベ [3:56]
作詞/作曲：AIMI
8. はんぶんこ [4:01]
作詞/作曲：堤晋一
9. OVER DRIVE [4:24]
作詞/作曲：AIMI
10. Everything OK!!! [3:16]
作詞/作曲：AIMI
11. 小さな魔法 [4:47]
作詞/作曲：AIMI
12. たとえば唄えなくなったら [4:59]
作詞/作曲：前川真悟
13. ありがとう [5:31]
作詞/作曲：AIMI
14. スーパーガール [3:37]
作詞/作曲：AIMI
15. ビバラ・ビバラ [4:02]
作詞：NOHANA 作曲：AIMI
16. 星屑カンテラ [3:45]
作詞/作曲：AIMI
17. stand by me [4:21]
作詞/作曲：AIMI
18. ステレオポニーの旅はつづく [3:56]
作詞/作曲：AIMI
19. 青空Very good days!! [4:07]
作詞/作曲：AIMI

## DVD収録内容
初回限定盤のみ付属
- 2012年4月アメリカツアー「STEREOPONY U.S.TOUR」のライブ映像。
- 過去4年間のオフショット。

## 演奏
- AIMI：Vocal, Chorus, Guitar
- NOHANA
  - Bass
  - Chorus (#2-13.15-19)
- SHIHO
  - Drums
  - Chorus (#2-13.15-19)
- R'dh+：Guitar, Programming (#2)
- northa+：Guitar, Programming (#3.4.5)
- YUI：Chorus (#4)
- 前川真悟 (かりゆし58)：Vocal (#12)
- 新屋行裕 (かりゆし58)：Guitar (#12)
- Cruz.7th：Guitar, Programming (#19)